# 장사오한
장사오한(중국어: 張韶涵, 병음: Zhāng Shàohán, 한자음: 장소함, 영어: Angela Chang 앤절라 창[*], 1982년 1월 19일~)은 중화민국의 가수, 배우이다. 하카계 출신이며, 할아버지는 위구르족 출신이다. 12세에 캐나다로 이민을 갔으며, 윈스턴 처칠 고등학교를 졸업하였다.

## 음반 목록
정규 음반
- 2004: Over The Rainbow
- 2004: 구약랍
- 2006: 판도라
- 2007: 몽리화
- 2007: Ang 5.0
- 2009: 제5계
- 2012: 유형적시방
- 2014: 장소함